# Cuba nos Jogos Olímpicos de Verão da Juventude de 2010
Cuba participou dos Jogos Olímpicos de Verão da Juventude de 2010 em Cingapura. Sua delegação foi composta de 41 atletas que competiram em 15 esportes. O país conquistou nove medalhas de ouro, três de prata e duas de bronze, garantindo a sexto lugar no quadro de medalhas, a melhor colocação entre os países das Américas.

## Medalhistas
| Medalha | Nome | Esporte             | Evento                           | Data         |
| ------- | --- | ------------------- | -------------------------------- | ------------ |
| Ouro    | Ernesto Vila Sarria | Ginástica artística | Solo masculino                   | 21 de agosto |
| Ouro    | Leydi Laura Moya López | Pentatlo moderno    | Individual feminino              | 21 de agosto |
| Ouro    | Osvaldo Sacerio Cardenas | Canoagem            | Velocidade C1 masculino          | 22 de agosto |
| Ouro    | Norge Lara Sotomayor | Atletismo           | 400 m com barreiras masculino    | 23 de agosto |
| Ouro    | Radame Fabar Sánchez | Atletismo           | Salto triplo masculino           | 23 de agosto |
| Ouro    | Robeisy Eloy Ramírez | Boxe                | Peso galo (até 54 kg)            | 25 de agosto |
| Ouro    | Irosvani Duverger | Boxe                | Peso meio-pesado (até 81 kg)     | 25 de agosto |
| Ouro    | Lenier Eunice Pero | Boxe                | Peso pesado (até 91 kg)          | 25 de agosto |
| Ouro    | Wilfredo León Alejandro González Carlos Alberto Araujo Juan Andrés León Alexis Lamadrid Yonder García Yulian Durán Dariel Albo Nelson Loyola Yassel Perdomo | Voleibol            | Torneio Masculino de Voleibol    | 26 de agosto |
| Prata   | Yosvanys Peña Flores | Luta                | Greco-romana até 42 kg masculino | 15 de agosto |
| Prata   | Abraham Conyedo Ruano | Luta                | Livre até 100 kg masculino       | 17 de agosto |
| Prata   | Lismania Muñoz Barcelay | Atletismo           | Lançamento de dardo feminino     | 22 de agosto |
| Bronze  | Ediel Márquez Ona | Halterofilismo      | Até 69 kg masculino              | 17 de agosto |
| Bronze  | Yuleimi Abreu | Taekwondo           | Mais de 63 kg feminino           | 19 de agosto |

## Atletismo
| Evento                         | Atleta                   | Qualificação    | Qualificação | Final      | Final        |
| Evento                         | Atleta                   | Resultado       | Posição      | Resultado  | Posição      |
| ------------------------------ | ------------------------ | --------------- | ------------ | ---------- | ------------ |
| Arremesso de martelo masculino | Daniel Cruz García       | 72,17           | 2º           | 62,42      | 7º (Final A) |
| 1000 m feminino                | Dayrina Sotolongo García | Desclassificada | -- (q2)      | 2:56.74    | 3º (Final B) |
| Lançamento de dardo feminino   | Lismania Muñoz Barcelay  | 51,99           | 1º           | 52,40      | [ 7 ]        |
| 100 m feminino                 | Lisneidy Veitia Cordova  | 12.22           | 11º (2º q2)  | 12.15      | 3º (Final B) |
| Arremesso de martelo feminino  | Marianne Fuentes Díaz    | 48,89           | 13º          | 49,59      | 3º (Final B) |
| 400 m com barreiras masculino  | Norge Lara Sotomayor     | 51.74           | 1º (q3)      | 50.69      | [ 13 ]       |
| Salto triplo masculino         | Radame Fabar Sánchez     | 15,99           | 1º           | 16,37      | [ 15 ]       |
| Lançamento de dardo masculino  | Yandris Pompa Vazquez    | 69,06           | 8º           | 68,65      | 8º (Final A) |
| 200 m feminino                 | Yaneisi Ribeaux          | Não completou   | -- (q2)      | Não largou | -- (Final C) |
| 110 m com barreiras masculino  | Yordan Ofarril Olivera   | 13.80           | 4º (1º q3)   | 13.69      | 5º (Final A) |
| Salto em distância masculino   | Yunier Duran Llamo       | 7,31            | 5º           | 7,41       | 4º (Final A) |

## Boxe
| Evento                       | Atleta               | Preliminares                   | Semifinais                   | Final                          | Pos. final      |
| ---------------------------- | -------------------- | ------------------------------ | ---------------------------- | ------------------------------ | --------------- |
| Peso meio-pesado (até 81 kg) | Irosvani Duverger    | RUS Anzor Elpiev V 7-1         | UZB Sardorbek Begaliev V 3-1 | TUR Burak Aksin V 12-4         | Medalha de ouro |
| Peso pesado (até 91 kg)      | Lenier Eunice Pero   | USA Joshua Temple V RSC 1 2:11 | TUR Umit Can Patir V 6-0     | ITA Fabio Turchi V RSCH 1 1:27 | Medalha de ouro |
| Peso galo (até 54 kg)        | Robeisy Eloy Ramírez | SEY Stan Nicette V 17-3        | POL Dawid Michelus V 3-1     | IND Shiva Thapa V 5-2          | Medalha de ouro |

## Canoagem
| Evento                  | Atleta                   | Tomada de tempo | Tomada de tempo | 1ª rodada                                        | 2ª rodada (repescagem)                    | Oitavas-de-final                      | Quartas-de-final                       | Semi-finais                 | Final                         | Pos. final      |
| Evento                  | Atleta                   | Resultado       | Pos.            | Oponente Resultado                               | Oponente Resultado                        | Oponente Resultado                    | Oponente Resultado                     | Oponente Resultado          | Oponente Resultado            | Pos. final      |
| ----------------------- | ------------------------ | --------------- | --------------- | ------------------------------------------------ | ----------------------------------------- | ------------------------------------- | -------------------------------------- | --------------------------- | ----------------------------- | --------------- |
| Velocidade C1 masculino | Osvaldo Sacerio Cardenas | 1:42.77         | 2º              | CAN Hayden Daniels V 1:45.11 (bat. 1)            |                                           | ANG José Chimbumba V 1:43.44 (bat. 2) | AZE Radoslav Kutsev V 1:47.23 (bat. 1) | ROM Andrei Liferi V 1:48.43 | UKR Anatolii Melnyk V 1:48.37 | Medalha de ouro |
| Slalom C1 masculino     | Osvaldo Sacerio Cardenas | 2:10.68         | 11º             | UKR Anatolii Melnyk D 1:56.59 (bat. 4)           | KAZ Timofey Yemelyanov V 2:02.69 (rep. 2) | CAN Hayden Daniels D 2:06.33 (bat. 2) | Não avançou                            | Não avançou                 | Não avançou                   | --              |
| Velocidade K1 masculino | Renier Mora Jimenez      | 1:33.65         | 8º              | KGZ Ruslan Moltaev V 1:34.20 (bat. 7)            |                                           | POR João Silva V 1:33.65 (bat. 4)     | GER Tom Liebscher D 1:35.15 (bat. 2)   | Não avançou                 | Não avançou                   | 7º              |
| Slalom K1 masculino     | Renier Mora Jimenez      | 1:42.48         | 12º             | IRI Ali Aghamirzaeijenaghrad D 1:41.67 (bat. 10) | POL Igor Dolata V 1:46.40 (rep. 2)        | CZE Jiří Prskavec D 1:49.73 (bat. 3)  | Não avançou                            | Não avançou                 | Não avançou                   | --              |

## Esgrima
| Evento                       | Atleta               | Qualificação | Qualificação | Oitavas-de-final                 | Quartas-de-final   | Semifinais         | Final              | Pos. final |
| Evento                       | Atleta               | Oponente Resultado | Pos.         | Oponente Resultado               | Oponente Resultado | Oponente Resultado | Oponente Resultado | Pos. final |
| ---------------------------- | -------------------- | --- | ------------ | -------------------------------- | ------------------ | ------------------ | ------------------ | ---------- |
| Florete individual masculino | Redys Prades Rosabal | USA Alexander Massialas D 2-5 HKG Nicholas Edward Choi V 5-1 CZE Alexander Choupenitch D 2-5 DEN Alexandros Boeskov-Tsoronis V 5-3 TUR Tevfik Burak Babaoglu D 3-5 SIN Xian Shi Justin Ong D 2-5 | 10º          | CZE Alexander Choupenitch D 6-15 | Não avançou        | Não avançou        | Não avançou        | 11º        |

| Evento         | Atleta                                                       | Oitavas-de-final      | Quartas-de-final        | Classificação 5-8       | Disputa pelo 7º lugar         | Pos. final |
| Evento         | Atleta                                                       | Oponente Resultado    | Oponente Resultado      | Oponente Resultado      | Oponente Resultado            | Pos. final |
| -------------- | ------------------------------------------------------------ | --------------------- | ----------------------- | ----------------------- | ----------------------------- | ---------- |
| Equipes mistas | Redys Prades Rosabal (como integrantes da equipe Américas 2) | Equipe África V 28-25 | Equipe Europa 1 D 17-30 | Equipe Europa 3 D 23-30 | Equipe Ásia-Oceania 2 V 28-27 | 7º         |

## Ginástica artística
| Atleta              | Evento                     | Qualificação | Qualificação | Final por aparelhos | Final por aparelhos | Final individual geral | Final individual geral | Final individual geral | Final individual geral | Final individual geral | Final individual geral | Final individual geral | Final individual geral |
| Atleta              | Evento                     | Result.      | Pos.         | Result.             | Pos.                | Solo                   | Salto                  | Cavalo com alças       | Argolas                | Barras paralelas       | Barra fixa             | Total                  | Pos.                   |
| ------------------- | -------------------------- | ------------ | ------------ | ------------------- | ------------------- | ---------------------- | ---------------------- | ---------------------- | ---------------------- | ---------------------- | ---------------------- | ---------------------- | ---------------------- |
| Ernesto Vila Sarria | Solo masculino             | 14.100       | 7º           | 14.575              | Medalha de ouro     |                        |                        |                        |                        |                        |                        |                        |                        |
| Ernesto Vila Sarria | Cavalo com alças masculino | 13.400       | 14º          | Não avançou         | Não avançou         |                        |                        |                        |                        |                        |                        |                        |                        |
| Ernesto Vila Sarria | Argolas masculino          | 12.700       | 30º          | Não avançou         | Não avançou         |                        |                        |                        |                        |                        |                        |                        |                        |
| Ernesto Vila Sarria | Salto masculino            | 15.650       | 9º           | Não avançou         | Não avançou         |                        |                        |                        |                        |                        |                        |                        |                        |
| Ernesto Vila Sarria | Barras paralelas masculino | 14.050       | 6º           | 12.975              | 7º                  |                        |                        |                        |                        |                        |                        |                        |                        |
| Ernesto Vila Sarria | Barra fixa masculino       | 13.900       | 6º           | 13.975              | 6º                  |                        |                        |                        |                        |                        |                        |                        |                        |
| Ernesto Vila Sarria | Individual geral masculino | 83.800       | 7º           |                     |                     | 13.550                 | 15.700                 | 13.100                 | 12.300                 | 14.100                 | 13.450                 | 82.200                 | 7º                     |

## Halterofilismo
| Evento              | Atleta            | Peso corporal (kg) | Arranque (kg) | Arranque (kg) | Arranque (kg) | Arranque (kg) | Arremesso (kg) | Arremesso (kg) | Arremesso (kg) | Arremesso (kg) | Total (kg) | Pos. final        |
| Evento              | Atleta            | Peso corporal (kg) | 1             | 2             | 3             | Res.          | 1              | 2              | 3              | Res.           | Total (kg) | Pos. final        |
| ------------------- | ----------------- | ------------------ | ------------- | ------------- | ------------- | ------------- | -------------- | -------------- | -------------- | -------------- | ---------- | ----------------- |
| Até 69 kg masculino | Ediel Márquez Ona | 66,75              | 120           | 125           | 129           | 129           | 145            | 150            | 154            | 154            | 283        | Medalha de bronze |

## Judô
| Evento               | Atleta              | 1ª rodada    | 2ª rodada                        | Semifinais                     | Disputa pelo bronze B          | Pos. final |
| -------------------- | ------------------- | ------------ | -------------------------------- | ------------------------------ | ------------------------------ | ---------- |
| Até 100 kg masculino | Alex García Mendoza | Sem oponente | ISR Yakov Mamistavalov V 001-000 | JPN Ryosuke Igarashi D 000-100 | KGZ Bolot Toktogonov D 001-010 | 5º         |

| Evento         | Atleta                                                | 1ª rodada                | 2ª rodada              | Semifinais             | Final                     | Pos. final      |
| -------------- | ----------------------------------------------------- | ------------------------ | ---------------------- | ---------------------- | ------------------------- | --------------- |
| Equipes mistas | Alex García Mendoza (como integrante da equipe Essen) | ZZX Equipe Munique V 4-3 | ZZX Equipe Chiba V 5-2 | ZZX Equipe Cairo V 5-2 | ZZX Equipe Belgrado V 6-1 | Medalha de ouro |

## Lutas
| Evento                           | Atleta                   | Preliminares              | Preliminares                 | Preliminares              | Preliminares | Final                          | Pos. final       |
| Evento                           | Atleta                   | 1ª rodada                 | 2ª rodada                    | 3ª rodada                 | Pos.         | Oponente Resultado             | Pos. final       |
| Evento                           | Atleta                   | Oponente Resultado        | Oponente Resultado           | Oponente Resultado        | Pos.         | Oponente Resultado             | Pos. final       |
| -------------------------------- | ------------------------ | ------------------------- | ---------------------------- | ------------------------- | ------------ | ------------------------------ | ---------------- |
| Livre até 100 kg masculino       | Abraham Conyedo Ruano    | IND Satywart Kadian V 3-0 | RSA Andries Schutte V 3-1    | CAN Parmvir Dhesi V 3-0   | 1º           | AZE Ali Magomedabirov D 0-3    | Medalha de prata |
| Greco-romana até 50 kg masculino | Johan Rodríguez Banguela | Folga                     | BLR Andrei Pikuza V 3-0      | AZE Elman Mukhtarov D 1-3 | 2º           | KGZ Shadybek Sulaimanov D 1-3* | 4º               |
| Greco-romana até 42 kg masculino | Yosvanys Peña Flores     | EGY Mahmoud Hussein D 1-3 | KAZ Akan Baimaganbetov V 3-1 | IRI Mehrdad Khamseh V 3-0 | 1º           | AZE Murad Bazarov D 0-3        | Medalha de prata |

* Disputa pelo bronze

## Pentatlo moderno
| Evento              | Atleta                                         | Esgrima (Espada 1 toque) | Esgrima (Espada 1 toque) | Esgrima (Espada 1 toque) | Natação (200 m livre) | Natação (200 m livre) | Natação (200 m livre) | Corrida e tiro (3000 m, pistola a laser) | Corrida e tiro (3000 m, pistola a laser) | Corrida e tiro (3000 m, pistola a laser) | Pontuação total | Pos. final |
| Evento              | Atleta                                         | Result.                  | Pos.                     | Pontos                   | Tempo                 | Pos.                  | Pontos                | Tempo                                    | Pos.                                     | Pontos                                   | Pontuação total | Pos. final |
| ------------------- | ---------------------------------------------- | ------------------------ | ------------------------ | ------------------------ | --------------------- | --------------------- | --------------------- | ---------------------------------------- | ---------------------------------------- | ---------------------------------------- | --------------- | ---------- |
| Individual feminino | Leydi Laura Moya López                         | 12                       | 10º                      | 840                      | 2:22.25               | 7º                    | 1096                  | 11:49.47                                 | 2º                                       | 2164                                     | 4100            | [ 25 ]     |
| Equipes mistas      | Leydi Laura Moya López e USA Nathan Schrimsher | 38                       | 20º                      | 740                      | 2:03.98               | 7º                    | 1316                  | 16:33.21                                 | 17º                                      | 2108                                     | 4164            | 16º        |

## Remo
| Evento                 | Atleta                  | Elim.   | Elim.       | Repescagem | Repescagem | Semifinais | Semifinais   | Final   | Final        |
| Evento                 | Atleta                  | Tempo   | Pos.        | Tempo      | Pos.       | Tempo      | Pos.         | Tempo   | Pos.         |
| ---------------------- | ----------------------- | ------- | ----------- | ---------- | ---------- | ---------- | ------------ | ------- | ------------ |
| Skiff simples feminino | Ainée Hernandez Delgado | 3:46.93 | 1º (bat. 1) |            |            | 3:57.13    | 4º (sf A/B1) | 3:49.13 | 1º (Final B) |

## Saltos ornamentais
| Evento                             | Atleta              | Elims. | Elims. | Final  | Final      |
| Evento                             | Atleta              | Pontos | Pos.   | Pontos | Pos. final |
| ---------------------------------- | ------------------- | ------ | ------ | ------ | ---------- |
| Trampolim 3 m individual masculino | Abel Ramírez Tellez | 503.75 | 6º     | 543.15 | 5º         |

## Taekwondo
| Evento                 | Atleta           | 1ª rodada    | Quartas-de-final                | Semifinais             | Final       | Pos. final        |
| ---------------------- | ---------------- | ------------ | ------------------------------- | ---------------------- | ----------- | ----------------- |
| Até 55 kg masculino    | José Angel Cobas | Sem oponente | KAZ Nursultan Mamayev D 0-2     | Não avançou            | Não avançou | 7º                |
| Mais de 63 kg feminino | Yuleimi Abreu    | Sem oponente | VIN Dasreen Primus V RSC 1 0:35 | CHN Zheng Shuyin D 2-8 | Não avançou | Medalha de bronze |

## Triatlo
| Evento              | Triatleta                                                 | Natação | Transição 1 | Ciclismo | Transição 2 | Corrida | Tempo total | Pos. |
| ------------------- | --------------------------------------------------------- | ------- | ----------- | -------- | ----------- | ------- | ----------- | ---- |
| Individual feminino | Leslie Amat Álvarez                                       | 10:01   | 0:33        | 33:57    | 0:26        | 22:18   | 1:07.15.28  | 22º  |
| Revezamento misto   | Lesli Amat Álvarez (como integrante da equipe Américas 3) |         |             |          |             |         | 1:26:34.25  | 11º  |

## Vela
| Evento             | Atleta                    | Regata | Regata | Regata | Regata | Regata | Regata | Regata | Regata | Regata | Regata | Regata | Regata | Total | Posição |
| Evento             | Atleta                    | 1      | 2      | 3      | 4      | 5      | 6      | 7      | 8      | 9      | 10     | 11     | M      | Total | Posição |
| ------------------ | ------------------------- | ------ | ------ | ------ | ------ | ------ | ------ | ------ | ------ | ------ | ------ | ------ | ------ | ----- | ------- |
| Byte CII masculino | Lester Hernandez Martinez | 26     | 26     | 25     | 28     | 23     | 28     | 24     | 25     | 27     | 26     | 16     | 22     | 240   | 28º     |
| Byte CII feminino  | Sanlay Cast de la Cruz    | 24     | 22     | 22     | 23     | 25     | 19     | 19     | 18     | 30     | 16     | 28     | 22     | 210   | 24º     |

Notas:
- M – Regata da Medalha
- OCS – On the Course Side of the starting line
- DSQ – Disqualified (Desclassificado)
- DNF – Did Not Finish (Não completou)
- DNS – Did Not Start (Não largou)
- BFD – Black Flag Disqualification (Desclassificado por bandeira preta)
- RAF – Retired after Finishing (Retirou-se após completar a prova)

## Voleibol
Masculino:
| Elenco | Preliminares                                                                         | Preliminares | Semi-finais                            | Final                                            | Pos. final      |
| Elenco | Grupo B                                                                              | Pos.         | Semi-finais                            | Final                                            | Pos. final      |
| --- | ------------------------------------------------------------------------------------ | ------------ | -------------------------------------- | ------------------------------------------------ | --------------- |
| Wilfredo León, Alejandro González, Carlos Alberto Araujo, Juan Andrés León, Alexis Lamadrid, Yonder García, Yulian Durán, Dariel Albo, Nelson Loyola, Yassel Perdomo | ARG Argentina V 3-0 (25-22, 25-23, 25-23) IRI Irã V 3-1 (21-25, 25-22, 25-19, 25-22) | 1º           | SRB Sérvia V 3-0 (25-22, 25-19, 25-22) | ARG Argentina V 3-1 (25-23, 25-21, 17-25, 25-20) | Medalha de ouro |